# Filadelfo di Pattano
Filadelfo di Pattano (fl. IX-X secolo) è stato il primo egumeno del Monastero italo-greco della badia di Santa Maria di Pattano (frazione di Vallo della Lucania), nel cui sito a cittadella monastica fortificata esiste anche una chiesa a lui dedicata (tardo X secolo).
Esiste una statua lignea del tardo X secolo, conservata provvisoriamente presso il Museo Diocesano di Vallo della Lucania; essa è la raffigurazione di un Santo monaco (primo egumeno della Badia di Pattano), vestito con il tradizionale costume monastico bizantino, una sorta di icona del genius loci che non fu dipinta, ma scolpita, secondo una tendenza occidentale. Prima del trasferimento essa si trovava nella Chiesa di San Filadelfo, facente parte del complesso del monastero italo-greco della Badia di Santa Maria di Pattano.